# Poveznica
Poveznica ili link je pojam koji označava vezu između dvije web-stranice. Obično se pod tim pojmom misli na dijelove web-stranica (dio teksta ili slika) preko kojih web-preglednik (browser) prelazi na neku drugu stranicu. Na web-stranicama su poveznice obično označene drukčijom bojom od ostatka teksta i/ili su podcrtane. 
Općenitije, poveznica je veza između nekog hipertekstualnog sadržaja na neki drugi hipertekstualni ili bilo kakav multimedijski sadržaj (web-stranica, glazba, slika, film, animacija).
Format poveznice je sljedeći:
ime_protokola:URI
gdje ime protokola može biti: http, news, gopher, ftp, ...
URI je kratica za uniform resource identifier, za http ima oblik //www.domena.tld/putanja_do_sadržaja

(dvije kose crte ne predstavljaju dio URI-ja, ali se koriste kod http-a za odvajanje imena protokola od URI-ja s dvotočkom, dok se kod news /usenet/ protokola ne koriste).
Primjer poveznice: http://hr.wikipedia.org/
Vidi i Wikipedija:Poveznice.